# 암호바이러스학
암호바이러스학(Cryptovirology)은 암호학을 이용한 컴퓨터 바이러스, 악성 소프트웨어, 랜섬웨어를 연구하는 학문 분야이다. 1996년 모티 융과 그의 제자 아담 영(Adam L. Young)이 창시하였으며, 미래에 랜섬웨어가 등장할 가능성을 예견하였다.